# Camponotus lasiselene
Camponotus lasiselene (лат.) — вид муравьёв рода кампонотус (Camponotus) (подрод Orthonotomyrmex) из подсемейства формицины (Formicinae).

## Распространение
Южная и Юго-Восточная Азия: Вьетнам, Китай, Непал и Таиланда.

## Описание
Мелкие муравьи (около 4 мм). Отличаются от близких видов проподеумом с двумя острыми серповидными шипами, петиоль очень толстый и усеченный сзади, в профиль с вогнутой дорсальной стороной. Тело буровато-чёрное с обильными короткими беловатыми волосками; усики и жвалы красновато-коричневые. Голова, грудь и петиоль грубо пунктированные. Брюшко цилиндрическое. Усики длинные, у самок и рабочих 12-члениковые. Жвалы рабочих с 5 зубцами. Нижнечелюстные щупики 6-члениковые, нижнегубные щупики состоят из 4 сегментов. Голени средних и задних ног с одной апикальной шпорой. Стебелёк между грудкой и брюшком состоит из одного сегмента (петиоль). Сходен с Camponotus selene, отличаясь многочисленными беловатыми волосками.